# Ntala Skinner
Ntala Skinner (* 22. Februar 1973 in Sun Valley) ist eine ehemalige US-amerikanische Biathletin.

## Karriere
Ntala Skinner lebt in Sun Valley und startete für den Sun Valley Ski Club. Die Soldatin begann 1980 mit dem Biathlonsport. Sie nahm in Borowetz 1993 erstmals an Biathlon-Weltmeisterschaften teil und wurde mit Joan Miller Smith, Joan Guetschow und Mary Ostergren Elfte des Staffelrennens. Im Einzel kam sie auf den 55. Platz und wurde 49. des Sprints. In der Saison 1993/94 gewann sie als 17. eines Sprints in Canmore erstmals Punkte im Biathlon-Weltcup. Nachdem sie die Teilnahme an den Olympischen Spielen 1994 in Lillehammer verpasst hatte, kam sie wieder bei den Biathlon-Weltmeisterschaften 1995 in Antholz zum Einsatz und erreichte die Plätze 47 im Einzel, 64 im Sprint und wurde mit Kristina Sabasteanski, Stacey Wooley und Beth Coats Achte im Staffelrennen. Ein Jahr später kamen in Ruhpolding die Ränge 32 im Sprint und 14 mit Sabasteanski, Miller Smith und Wooley in der Staffel hinzu. Mit Deborah Nordyke, Wooley und Sabasteanski kam sie mit der Mannschaft zudem auf Rang fünf. In der Saison 1996/97 erreichte Skinner mit einem 12. Rang bei einem Weltcuprennen in Antholz ihr bestes Ergebnis im Weltcup. Beim Höhepunkt der Saison, den Weltmeisterschaften in Osrblie, wurde die US-Amerikanerin 74. des Einzels, 55. der Verfolgung und an der Seite von Wooley, Nordyke und Sabasteanski Staffel-Neunte. Zum Höhepunkt der Karriere wurden die Olympischen Winterspiele 1998 von Nagano. Bei den Wettkämpfen von Nozawa Onsen wurde Skinner 61. des Einzels und mit Wooley, Kara Salmela und Sabasteanski 15. des Staffelwettbewerbs. Nach der Saison beendete sie ihre Karriere. Skinner wurde in die Hall of Fame des US-Biathlons aufgenommen.

### Biathlon-Weltcup-Platzierungen
Die Tabelle zeigt alle Platzierungen (je nach Austragungsjahr einschließlich Olympische Spiele und Weltmeisterschaften).
- 1.–3. Platz: Anzahl der Podiumsplatzierungen
- Top 10: Anzahl der Platzierungen unter den ersten zehn (einschließlich Podium)
- Punkteränge: Anzahl der Platzierungen innerhalb der Punkteränge (einschließlich Podium und Top 10)
- Starts: Anzahl gelaufener Rennen in der jeweiligen Disziplin
- Staffel: inklusive Mixed-Staffel

| Platzierung                                              | Einzel | Sprint | Verfolgung | Massenstart | Team | Staffel | Gesamt |
| -------------------------------------------------------- | ------ | ------ | ---------- | ----------- | ---- | ------- | ------ |
| 1. Platz                                                 |        |        |            |             |      |         |        |
| 2. Platz                                                 |        |        |            |             |      |         |        |
| 3. Platz                                                 |        |        |            |             |      |         |        |
| Top 10                                                   |        |        |            |             | 1    | 2       | 3      |
| Punkteränge                                              | 2      | 2      |            |             | 1    | 9       | 14     |
| Starts                                                   | 22     | 29     | 1          |             | 1    | 9       | 62     |
| Stand: Karriereende, Daten möglicherweise nicht komplett |        |        |            |             |      |         |        |